# صدمة المستقبل (كتاب)
صدمة المستقبل (بالإنجليزية: Future Shock)‏ هو كتاب من تأليف عالم المستقبل الأمريكي آلفين توفلر عام 1970، كتب مع زوجته هايدي، حيث يعرف المؤلفين مصطلح "الصدمة المستقبلية" على أنها حالة نفسية معينة للأفراد والمجتمعات بأكملها. وأقصر تعريف للمصطلح في الكتاب هو التصور الشخصي إلى "الكثير من التغيير في فترة زمنية قصيرة جدًا". هذا الكتاب الذي أصبح من أكثر الكتب مبيعًا على مستوى العالم، بيع منه أكثر من 6 ملايين نسخة وترجم على نطاق واسع.
والكتاب مترجم إلى العربية عام 1974.

## المواضيع الرئيسية

### صدمة المستقبل
جادل آلفين توفلر بأن المجتمع يمر بتغير هيكلي هائل، ثورة من مجتمع صناعي إلى مجتمع صناعي فائق. هذا التغيير يربك الناس. ويذكر بأن المعدل المتسارع للتغير التكنولوجي والاجتماعي يترك الناس منفصلين ويعانون من "الإجهاد والارتباك المحطميين"، كصدمة في المستقبل. ذكر توفلر أن غالبية المشاكل الاجتماعية هي أعراض الصدمة المستقبلية. وفي مناقشته لمكونات مثل هذه الصدمة، شاع مصطلح "إغراق معلوماتي".
استمر هذا التحليل لهذه الظاهرة التي تحمل الكثير من المعلومات في منشورات لاحقة، وخاصة في الموجة الثالثة [الإنجليزية] وتحول القوى [الإنجليزية].

كتب نيل بوستمان في مقدمة مقال بعنوان "صدمة المستقبل" في كتابه "اعتراضات الضمير":
في منتصف عام 1963، ألقيت مع زميلي تشارلز وينغارتنر خطابًا مشتركًا للمجلس الوطني لمعلمي اللغة الإنجليزية. في هذا الخطاب، استخدمنا عبارة "صدمة المستقبل" كوسيلة لوصف الشلل الاجتماعي الذي يسببه التغيير التكنولوجي السريع. وبمعرفتي، كنت أنا ووينغارتنر أول من استخدم هذه العبارة في منتدى عام. بالطبع، لم يكن لدينا أي منا الذكاء الكافي لكتابة كتاب يحمل عنوان "صدمة المستقبل"، ويجب إعطاء كل الاعتراف لآلفين توفلر لأنه استخدم عبارة جيدة. (الصفحة 162)

### تنمية المجتمع والإنتاج
قسّم آلفين توفلر تطوّر المجتمع والإنتاج إلى ثلاث مراحل: المجتمع الزراعي، والمجتمع الصناعي، والمجتمع ما بعد الصناعي.
تتطوّر كل من هذه الموجات "الأيدلوجية الفائقة" الخاصة بها لتفسر الواقع. تؤثر هذه الأيدلوجية على جميع المجالات التي تشكل مرحلة الحضارة: التكنولوجيا، والأنماط الاجتماعية، وأنماط المعلومات، وأنماط السلطة.
بدأت المرحلة الأولى في فترة العصر الحجري الحديث مع ظهور الزراعة، ممّا أدى إلى الانتقال من الهمجية إلى الحضارة. كان عدد كبير من الناس يعملون كمنتجين ومستهلكين (يأكلون الطعام الذي يزرعونه، ويصطادون الحيوانات، ويبنون منازلهم، ويصنعون ملابسهم،...). كان الناس يتاجرون عن طريق تبادل سلعهم مع سلع الآخرين.
وبدأت المرحلة الثانية في إنجلترا مع الثورة الصناعية واختراع أدوات الآلات ومحرك البخار. عمل الناس في المصانع لكسب المال الذي يمكنهم إنفاقه على السلع التي يحتاجون إليها (وهذا يعني أنهم ينتجون للتبادل وليس للاستخدام الشخصي). وأيضًا، خلقت البلدان أنظمة اجتماعية جديدة.
بدأت المرحلة الثالثة في النصف الثاني من القرن العشرين في الغرب، عندما اُبتكر الإنتاج التلقائي والروبوتات والحاسوب، حيث حصل قطاع الخدمات حينها على قيمة عالية.
اقترح توفلر معيارًا واحدًا للتمييز بين المجتمع الصناعي والمجتمع ما بعد الصناعي، وهو نسبة السكان الذين يعملون في الزراعة مقابل نسبة العمال الذين يعملون في قطاع الخدمات في المدن. ففي المجتمع ما بعد الصناعي، لا تتجاوز نسبة الناس الذين يعملون في الزراعة 15%، وتتجاوز حصة العمال الذين يعملون في قطاع الخدمات في المدن 50%. وبالتالي، تتجاوز حصة الناس الذين يعملون في العمل الذهني بشكل كبير حصة الناس الذين يعملون في العمل الجسدي في المجتمع ما بعد الصناعي.
قادت الموجة الثالثة [الإنجليزية] إلى عصر المعلومات (الآن). فالمنازل هي المؤسسات السائدة، إذ يقوم معظم الناس بإنتاجهم واستهلاكهم في منازلهم أو الكوخ الإلكتروني، حيث ينتجون المزيد من منتجاتهم وخدماتهم وتصبح الأسواق أقل أهمية بالنسبة لهم. ويعتبر الناس بعضهم البعض متساوين في حريتهم كبائعي سلع المستهلكين/المنتجين.

### الخوف من المستقبل
يركز فكر ألفين توفلر الرئيس على فكرة أن الإنسان المعاصر يشعر بالصدمة من التغيرات السريعة. على سبيل المثال، ذهبت ابنة توفلر للتسوق في مدينة نيويورك ولم تتمكن من العثور على المتجر في موقعه السابق. وهكذا أصبحت نيويورك مدينة بلا تاريخ. يتضاعف عدد سكان الحضر كل 11 سنة.[أين؟] ويتضاعف إجمالي إنتاج السلع والخدمات كل 50 عامًا في البلدان المتقدمة. ويشهد المجتمع عددًا متزايدًا من التغييرات بسرعة متزايدة، في حين أن الناس يفقدون الألفة التي كانت توفرها المؤسسات القديمة (الدين، والأسرة، والهوية الوطنية، والمهنة). وما يسمى "هجرة الدمغة" - هجرة العلماء الأوروبيين إلى الولايات المتحدة - هو مؤشر على التغيرات في المجتمع وأيضًا أحد أسبابها.

### ملامح المجتمع ما بعد الصناعي

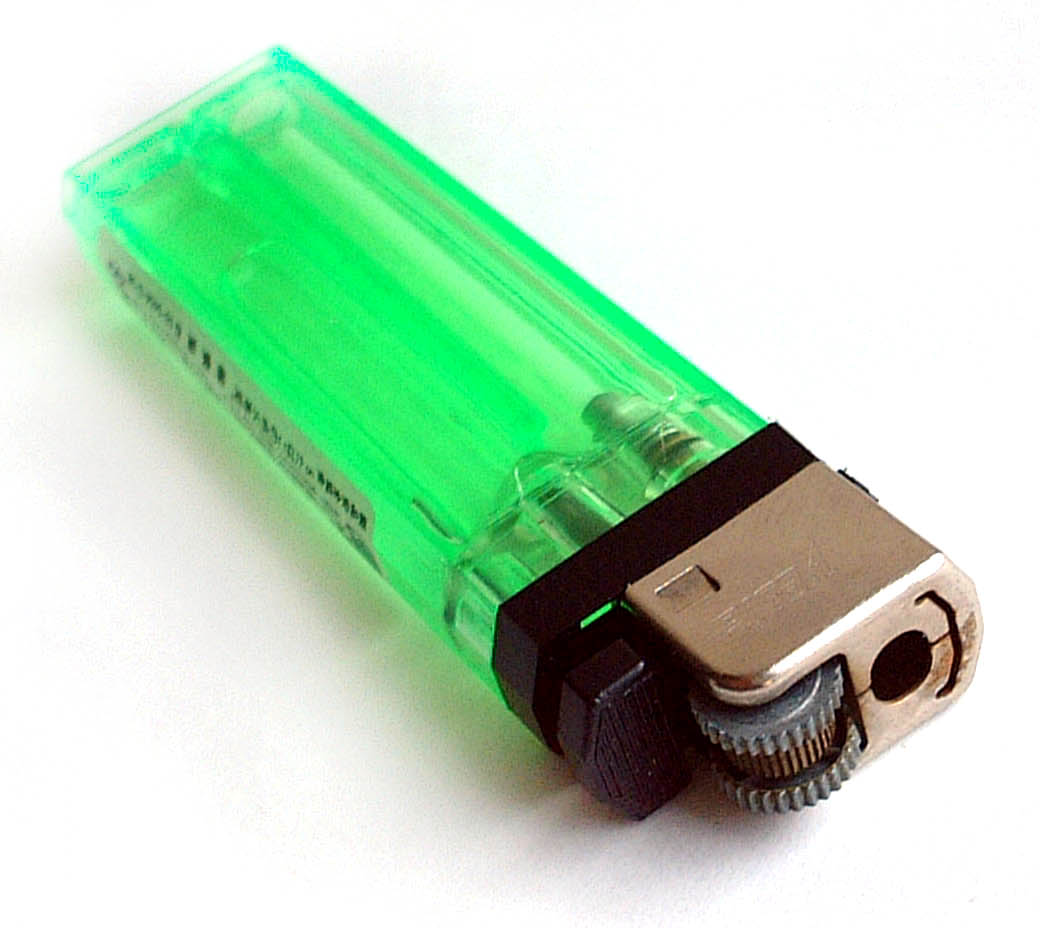
ولاعة عامة يمكن التخلص منها لأن تكلفة إصلاحها أكبر من تكلفة صنعها.

- أصبحت العديد من السلع قابلة للتصرف حيث أصبحت تكلفة الإصلاح اليدوي أو التنظيف أكبر من تكلفة صنع سلع جديدة بسبب الإنتاج الضخم. من أمثلة السلع التي تستخدم لمرة واحدة أقلام الحبر والولاعات والزجاجات البلاستيكية والمناشف الورقية.
- يصبح تصميم البضائع قديم بسرعة. (وهكذا، على سبيل المثال، يظهر جيل ثان من أجهزة الكمبيوتر قبل نهاية الفترة المتوقعة لاستخدام الجيل الأول). من الممكن استئجار كل شيء تقريبًا (من السلم إلى فستان الزفاف)، وبالتالي التخلص من الحاجة إلى التملك.
- تموت فروع الصناعة بأكملها وظهرت فروع جديدة للصناعة. يؤثر هذا على العمال غير المهرة الذين يضطرون إلى تغيير مكان إقامتهم للعثور على وظائف جديدة. يطرح التغيير المستمر في السوق أيضًا مشكلة للمعلنين الذين يتعين عليهم التعامل مع الأهداف المتحركة.
- الناس في المجتمع ما بعد الصناعي يغيرون مهنتهم ومكان عملهم في كثير من الأحيان. يجب على الناس تغيير المهن لأن المهن سرعان ما أصبحت قديمة. وبالتالي، فإن الناس في المجتمع ما بعد الصناعي لديهم العديد من الوظائف في حياتهم. تصبح معرفة المهندس قديمة في عشر سنوات. يبحث الناس أكثر فأكثر عن وظائف مؤقتة.
- لمتابعة الوظائف العابرة، أصبح الناس رُحلًا. على سبيل المثال، يتوجه المهاجرون من الجزائر وتركيا ودول أخرى إلى أوروبا للعثور على عمل. ويضطر الأشخاص العابرون لتغيير محل الإقامة ورقم الهاتف والمدرسة والأصدقاء ورخصة السيارة والاتصال بالعائلة في كثير من الأحيان. نتيجة لذلك، تميل العلاقات إلى أن تكون سطحية مع عدد كبير من الأشخاص، بدلاً من أن تكون علاقات حميمة أو وثيقة أكثر استقرارًا. والدليل على ذلك هو السفر السياحي ورومانسية العطلات.
- أصبحت رخصة القيادة، التي يحصل عليها في سن السادسة عشرة، بمثابة قبول المراهق لعالم الكبار، لأنها ترمز إلى القدرة على التحرك بشكل مستقل.
- موت الديمومة. سوف يتسم مجتمع ما بعد الصناعة بثقافة عابرة حيث سيكون كل شيء بدءًا من السلع إلى العلاقات الإنسانية مؤقتًا.

## الأهمية والاستقبال
باع الكتاب أكثر من 6 ملايين نسخة خلال خمس سنوات وترجم إلى العديد من اللغات الأجنبية (كان لديه ترجمات إلى عشرين لغة أجنبية حتى عام 2003). وقد وصف بأنه "أفضل الكتب مبيعًا دوليًا في غضون أسابيع من نشره". كما أصدر فيلم وثائقي مستند إلى الكتاب في عام 1972 من تقديم أورسون ويلز على الشاشة.

## مقالات ذات صلة
- تغير متسارع
- أدهقراطية
- صدمة ثقافية
- تحول ديموغرافي
- تحول النموذج الفكري
- مجتمع ما بعد الصناعي
- نفسي اجتماعي
- اغتراب اجتماعي
- تفرد تكنولوجي